# Spiritbox (EP)
Spiritbox ist die erste EP der kanadischen Metal-Band Spiritbox. Das Album wurde am 27. Oktober 2017 über Consumer Records veröffentlicht.

## Entstehung
Die Sängerin Courtney LaPlante und der Gitarrist Mike Stringer verließen im Jahre 2015 ihre bisherige Band Iwrestledabearonce und gründeten mit Spiritbox eine neue Band. Mit dieser wollten die beiden Musiker den Fokus mehr auf das Songwriting legen und weniger stark zwischen den Genres hin- und herwechseln, wie es bei der alten Band der Fall war. Dafür schrieben LaPlante und Stringer rund 30 Lieder. Die EP wurde in dem Heimstudio aufgenommen, welches Stringer im Keller seines Elternhauses auf Vancouver Island eingerichtet hat. Der mit den Musikern befreundete Tim Creviston kam dann aus Vancouver rüber und wirkte als Toningenieur. Als die Aufnahmen beendet waren überarbeitete Creviston die Musik in seinem eigenen Studio und schickte sie Dan Braunstein nach Los Angeles, der das Material mischte und dann das Mastering übernahm.
Das Schlagzeug wurde schließlich von Mikey Montgomery eingespielt, der wie Courtney LaPlante und Mike Stringer zuvor bei Iwrestledabearonce gespielt hat. Auf dem Cover sieht man einen Strauß abgestorbener Blumen. Laut Courtney LaPlante werden Blumen bei verschiedenen Gelegenheiten vergeben, egal ob gute oder schlechte. Nichts wäre depressiver als eine Menge abgestorbener Blumen. Neben der digitalen Version wurde das Album auf Vinyl mit einer Auflage von 500 Exemplaren veröffentlicht. Um die EP zu finanzieren, erhielt die Band einen Zuschuss von der Gesellschaft FACTOR (Foundation to Assist Canadian Talent on Records), die von der kanadischen Regierung finanziert wird.

## Titelliste
1. The Mara Effect, Pt. 1 – 4:40
2. 10:16 – 1:08
3. The Mara Effect, Pt. 2 – 3:40
4. The Mara Effect, Pt. 3 – 5:38
5. Everything’s Eventual – 3:56
6. Aphids – 4:36
7. The Beauty of Suffering – 5:37

## Rezeption
Jordan Thomas vom Onlinemagazin By the Sign of the Spyglass schrieb, dass Spiritbox mit ihrer neuen Band „ihre kreative Nische gefunden“ haben. Insbesondere Courtney LaPlante hätte mit ihrem Gesang „massive Fortschritte“ gemacht. Das abschließende Lied The Beauty of Suffering wäre für ihn das Fundament der Band und kann es kaum erwarten, neue Musik von der Band zu hören. Jordan Thomas vergab sechs von zehn Punkten.